# تبصل (المسيمير)

تعديل مصدري - تعديل

تبصل هي إحدى قرى عزلة المسيمير بمديرية المسيمير التابعة لمحافظة لحج، بلغ تعداد سكانها 109 نسمة حسب تعداد اليمن لعام 2004.